# Durucasu, Taşova
Durucasu là một xã thuộc huyện Taşova, tỉnh Amasya, Thổ Nhĩ Kỳ. Dân số thời điểm năm 2010 là 230 người.